# 龙王庙行宫
龙王庙行宫位于中国江苏省宿迁市宿豫区皂河镇，毗邻京杭大运河和骆马湖，乾隆皇帝六下江南有五次住在这里，故俗称乾隆行宫，2001年被列为第五批全国重点文物保护单位。2006年御码头遗址作为第六批全国重点文物保护单位合并的项目归入龙王庙行宫。
龙王庙行宫始建于清康熙年间，雍正五年（1727年）和嘉庆十八年（1813年）两次重修。总占地2.2公顷，有三进院落，殿宇十四座，建筑面积1996.75平方米。中轴线上有山门、御碑亭、献殿、龙王殿、灵官殿和大禹王殿，两侧有钟鼓楼和配殿。主体建筑龙王殿立于须弥座台基上，面阔七间，进深四间，重檐歇山顶，内部梁枋饰以苏式彩绘。
1950年至1956年庙内僧人被陆续遣散，龙王庙交由皂河镇人民政府房管所当成库房使用。文化大革命时期龙王庙御碑、石狮及部分古建筑遭毁，之后陆续于1982年、1988年、1992年、1993年间省、市、县三级政府耗资100万元分别对龙王殿、御碑亭、钟、鼓楼等进行了规模修缮。